# 올리비에 올리비에
《올리비에 올리비에》(Olivier, Olivier)는 프랑스에서 제작된 아그네츠카 홀란드 감독의 1992년 드라마 영화이다. 프레더릭 퀴어링 등이 주연으로 출연하였다.

## 출연

### 주연
- 프레더릭 퀴어링

### 조연
- 브리지트 뤼앙
- 프랑수아 클루제
- 장-프랑수아 스떼브낭

## 기타
- 협력프로듀서: 크리스찬 페리